# Saint-Bertrand-de-Comminges
Saint-Bertrand-de-Comminges är en kommun i departementet Haute-Garonne i regionen Occitanien i södra Frankrike. Kommunen ligger i kantonen Barbazan som tillhör arrondissementet Saint-Gaudens. År 2022 hade Saint-Bertrand-de-Comminges 233 invånare.

## Befolkningsutveckling
Antalet invånare i kommunen Saint-Bertrand-de-Comminges
Referens:INSEE